# Marcos Prior
Marcos Prior, Kosinski (Hospitalet de Llobregat, 1975) es un ilustrador y guionista de cómics español.

## Biografía
Ha realizado ilustraciones para diferentes editoriales como Cruïlla/SM o Editorial Sol 90 y ha desarrollado storyboards para campañas publicitarias de distintas empresas como Ogilvy Bassat, Shackleton Group o Adding-Targis.
Se inició en el mundo del cómic con el grupo «Producciones Peligrosas» en 1994, con quienes desarrollo rAu, que recibió el premio al mejor fanzine durante el Salón del Cómic de Barcelona de 1997 ex aequo con Kowalski Fly.
Ha sido guionista de cómics en Planeta DeAgostini con las series Oropel y Cool Tokio, y en Ediciones La Cúpula con Rosario y los Inagotables, El Comebalas y Secta Doraymon. Ha escrito la novela gráfica Raymond Camille y las historias autoconclusivas de Mundo Maremoto, apoyándose en el dibujo de Artur Laperla. También ha creado Fagocitosis, para Glénat Editions, con guion suyo y dibujos de Daniel Deamo «Danide», o El Potlatch, de Norma Editorial, novela gráfica realizada al alimón con Danide.
Como guionista y dibujante, ha desarrollado los siguientes proyectos: Fallos de raccord, para Diábolo Ediciones; Maria Callas, la ilusión biográfica, para Discmedi (inédita), o Año de los 4 emperadores, para Diábolo Ediciones. Para Astiberri Ediciones ha realizado Necrópolis, y trabaja a cuatro manos en Gran Hotel Abismo, junto con David Rubín, y Catálogo de Bunkers, junto con Jordi Pastor. Fagocitosis, Potlatch y Gran Hotel Abismo fueron nominadas en el Salón del Cómic de Barcelona en 2011 y 2017 al premio al mejor autor español.

## Obras
- Oropel (Planeta De Agostini, 1996) dibujada por el colectivo Producciones Peligrosas (Artur Díaz Laperla, Marcos Morán, Nacho Antolín, Jordi Borrás y Marcos Prior)
- Mundo maremoto (La Cúpula, 2000) con Artur Díaz Laperla
- Raymond Camille (La Cúpula,2002) con Artur Díaz Laperla
- Fallos de raccord (Diábolo, 2008)
- Barcelona TM: la ciudad Condal vista por 33 autores (Norma, 2011) obra colectiva
- Fagocitosis (Glénat, 2011) con Daniel Deamo. Nominado a la mejor obra de autor español en el Salón Internacional del Cómic de Barcelona 2012.
- Revolution complex (Norma, 2011) obra colectiva
- El año de los 4 emperadores (Diábolo, 2012)
- Potlatch (Norma, 2013) con Daniel Deamo. Nominado a la mejor obra de autor español en el Salón Internacional del Cómic de Barcelona 2014.
- Rosario y los inagotables (La Cúpula, 2014) con Artur Díaz Laperla
- Necrópolis: retrato de grupo con ciudad (Astiberri, 2015)
- Gran Hotel Abismo (Astiberri, 2016) con David Rubín. Nominado a Nominado a la mejor obra de autor español en el Salón Internacional del Cómic de Barcelona 2017.
- Ciudad de tebeos y de fábricas [fanzine]. (Fabra i Coats. Centre d'Art Contemporani, 2017)
- Un Regalo para Kushbu: historias que cruzan fronteres. (Ajuntament de Barcelona; Astiberri, 2017) obra colectiva
- Catálogo de bunkers (Astiberri 2017) con Jordi Pastor
- La noche polar (Astiberri 2019)
- Tito Andrónico (Astiberri 2021) con Gustavo Rico